# Center for Strategic and International Studies
Center for Strategic and International Studies (CSIS) är en amerikansk tankesmedja som inriktar sig på försvars-, säkerhets- och utrikespolitiska frågor. CSIS grundades 1964 av amiral Arleigh A. Burke och ambassadör David M. Abshire. Den är inte partipolitiskt eller ideologiskt bunden. Tankesmedjan var ursprungligen kopplad till Georgetown University, men kopplingen mellan universitetet och tankesmedjan avslutades formellt den 1 juli 1987. Organisationen har sitt säte i Washington, DC och har omkring 220 anställda. Verkställande direktör sedan april 2000 är Dr. John J. Hamre.

## Kända personer som är eller har varit knutna till CSIS
- Madeleine K. Albright
- Ehud Barak
- Arnaud de Borchgrave
- Kurt M. Campbell
- Anthony H. Cordesman
- Raymond F. DuBois
- Victor Cha
- Michèle A. Flournoy
- Karl-Theodor zu Guttenberg
- Fred C. Iklé
- James L. Jones
- Walter Z. Laqueur
- Michael A. Ledeen
- Edward N. Luttwak
- Theodore Edgar McCarrick
- Thomas H. Moorer
- Robert A. Mosbacher, Sr.
- Clark Murdock
- Juan Zarate